# Дитрих Торк
Дитрих Торк (нем. Dietrich Tork; (? — 17 августа 1415) — магистр Ливонского ордена с 1413 года и по 1415 год.

## Биография
В 1408—1413 годах Дитрих Торк занимал должность комтура Феллина. В феврале 1413 года после смерти ливонского магистра Конрада фон Фитингофа феллинский командор Дитрих Торк был избран новым ландмейстером Тевтонского Ордена в Ливонии. Занимал свою должность два года.